# San Melchor Betaza
San Melchor Betaza es una localidad del estado mexicano de Oaxaca. Según el censo de 2020, tiene una población de 705 habitantes.
Se localiza aproximadamente a 120 km al norte de la capital del estado. Es cabecera el municipio del mismo nombre.
El nombre “Betaza” es zapoteco y significa “loma de aire.” Se descifra: Bee - aire y Taza - loma; así como también en honor de San Melchor, quien es el patrono del pueblo. Su poblamiento inició en 1521, cuando algunas familias zapotecas llegaron para formar sus ranchos. Pocos años después, llegaron los españoles, mismos que conquistaron este pueblo sin hacer uso de las armas, estableciéndose desde ese tiempo y formando sus edificios públicos. El municipio se estableció oficialmente en 1794.
El municipio es parte de la Sierra Norte y forma parte del distrito Villa Alta entre montañas como Trapiche y Yadao. Su clima varía entre templado y el aire dominante es el del norte. La flora predominante incluye la azucena silvestre, la rosa silvestre, la naranja, el níspero, el ocote, el aguacate, elencino, el cuajinicuil y el palo de hauje. La fauna incluye varias especies de aves y mamíferos tales como el águila, el zopilote, la paloma, la chachalaca, el gato montes (lince rojo), la ardilla, el conejo, el venado, el armadillo, el charal, el camarón de río, la víbora de cascabel y la serpiente coral ratonera.
Aproximadamente, el 90% de la población, habla una lengua indígena. Tiene un grado de marginación municipal muy alto; 64.26% de la población vive en pobreza extrema.

## Personas ilustres
Salomón Jara Cruz - Político de MORENA e ingeniero químico; Gobernador de Oaxaca (2022-presente).